# 马马罗萨
马马罗萨是葡萄牙阿威罗区的一个堂区。总面积6.54平方公里，总人口1452人，人口密度222人/平方公里。